# Parablennius rouxi
Parablennius rouxi е вид бодлоперка от семейство Blenniidae. Видът не е застрашен от изчезване.

## Разпространение и местообитание
Разпространен е в Албания, Гибралтар, Гърция (Егейски острови и Крит), Израел, Испания (Балеарски острови, Канарски острови и Северно Африкански територии на Испания), Италия (Сардиния и Сицилия), Кипър, Ливан, Малта, Мароко, Монако, Палестина, Португалия, Сирия, Словения, Тунис, Турция, Франция (Корсика), Хърватия и Черна гора.
Обитава крайбрежията на морета.

## Описание
На дължина достигат до 8 cm.
Популацията на вида е стабилна.